# 山西奥瑞非法收购遗体事件
2024年8月，山西奥瑞生物材料有限公司（简称「山西奥瑞」）因涉嫌非法收购遗体和残肢而引发关注。根据律师易胜华于8月7日公开的案件材料，该公司被指控在2015年至2023年期间，通过与多地殡仪馆合作，非法购买非因病死亡的遗体，作为生产「同种异体骨植入性材料」的原材料。事件涉及的尸体数量高达数千具，涉案金额超过3亿元人民币。事件涉及单位还包括四川恒普科技有限公司、青岛大学附属医院肝脏病中心、桂林医学院、桂林市殡仪馆、平乐县殡仪馆、永福县殡仪馆等。

## 背景
山西奥瑞成立于1999年，最初为中国辐射防护研究院的下属单位，现为中国辐射防护研究院的控股公司，主要从事生物材料的研发与制备。该公司是中国首家获准生产同种骨移植材料的企业，承担了多项国家和地方科研项目。截至2011年，产品已在中国400余家医院应用，帮助数万名患者康复。该公司在骨科植入材料领域获得了多项相关发明专利，涵盖了同种异体骨植入性材料的研发、生产等环节。
被列为嫌疑人的李宝兴曾多次因其对医学科学的贡献而受到国家的表扬，并于2005年被国务院列为当年的数百名“中国劳动模范”之一。

## 调查
太原市公安局的调查称，山西奥瑞在2017年至2019年期间，通过承包、入股等方式控制了四家火葬场，指使工作人员盗窃尸体，并对尸体进行肢解。警方在此次行动中查封了18余吨的人体骨骼原材料和34077个成品，涉及的犯罪嫌疑人共计75人，均对其犯罪事实供认不讳。
2024年8月，案件已移送至太原市检察院审查起诉，相关调查仍在继续。

## 反响
北京律师易胜华曾在微博中表示自己并非此案的辩护律师，之后称收到北京市司法局来电，探讨曝光未决案件情况是否适当。中国大陆多家媒体的相关报道在8月8日晚间被陆续删除。
8月9日，国药集团药业股份有限公司发布公告称其与山西奥瑞不存在业务来往。